# 敵に塩を送る

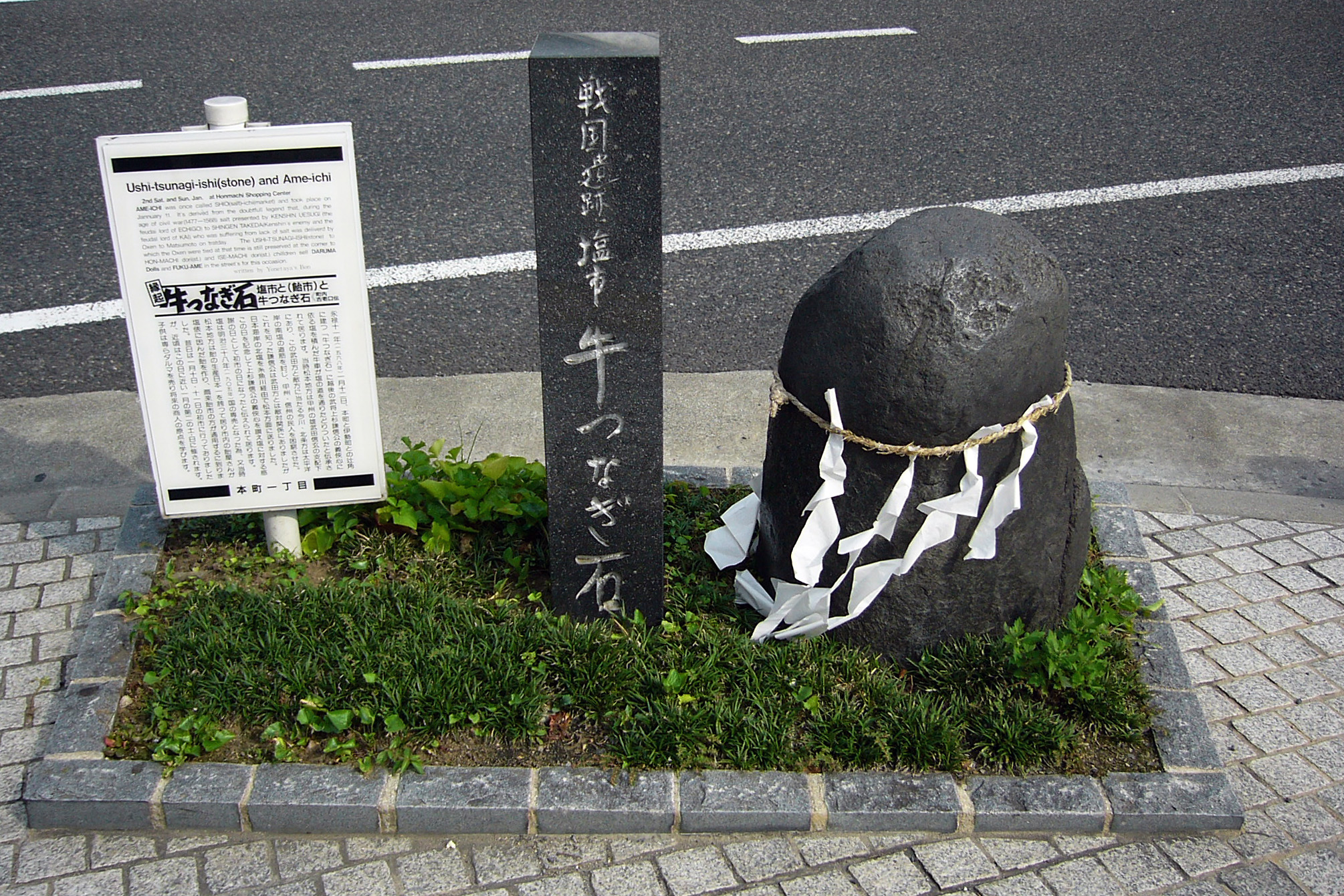
本町通り (松本市)にある牛つなぎ石。塩を送った際に牛をつないだとされる。

敵に塩を送る（てきにしおをおくる）とは、日本の中世故事にもとづくとされることわざで、「苦境にある敵をあえて助ける」「目前の得失より長期的な利・理を求める」などの解釈がある。ただし、もとになったとされる故事は、史実とは見なされていない。

## 概要
内陸国に領地を持つ武田信玄は、同盟国の駿河国（静岡県）から食塩や塩漬けの魚介類を輸入していた。ところが1567年（永禄10年）、東海方面への進出を企てた信玄は13年間に及ぶ駿河国の今川氏との甲相駿三国同盟を破棄し、これを受けた今川氏真は自国に加え縁戚関係にあった相模国（神奈川県）の北条氏康の協力に仰ぎ、武田領内への塩留（塩止め）、すなわち食塩の禁輸政策を採った。これにより、信玄の領民は生活が困窮し、健康被害が懸念される事態となった。
そしてこれを見た越後国（新潟県）の上杉謙信が、敵対していた武田の領民の苦難を救うべく日本海側産の食塩を送った、という伝説から「敵に塩を送る」ということわざが生まれた、とされている。
しかし、文献に初めてこれらの話が現れるのは100年以上のちの『謙信公御年譜（1683年編纂、1696年上梓）だが、同文献は脚色が多く、信憑性が疑われている。実際には、260年後に頼山陽が『日本外史』（1827年）でこの故事を美談として取り上げたことから日本国内で広まったとされる。
現在の研究で当時の書簡類に「上杉方が塩を送った/売った」あるいは「武田方が受け取った/買った」という記録は見つかっていない。
このため、「故事は後世の創作」と言うのが現在では通説である。
一部の研究家によって「謙信は便乗値上げを禁じ、正価での流通を維持させた」という政策的解釈も唱えられているほか、「駿河方面からの塩が入ってこなくなった代わりに、民間では糸魚川街道ルートでの塩の輸入が増えたため、これを"謙信からの贈り物"扱いした」という説もあるが、いずれも肯定も否定も難しい。